# تدمير المساجد الشيعية خلال الاحتجاجات البحرينية 2011

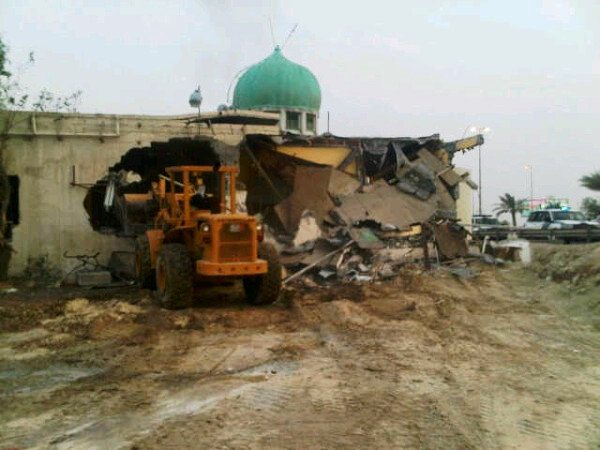
تدمير مسجد الشيخ محمد البربغي المبني قبل حوالي 400 سنة.

خلال احتجاجات عام 2011 في البحرين فقد تم تدمير 43 مسجد شيعي و مقابر وأضرحة وحسينيات من قبل السلطات البحرينية السنية الحاكمة في البلاد. كان ينظر لهذا العمل بأنه جزء من حملة الحكومة الأمنية على المعارضين الشيعة على الرغم من وزير العدل والشؤون الإسلامية خالد بن علي بن آل خليفة ادعى أن هذه المساجد بنيت بشكل غير قانوني دون إذن.
صنف مركز البحرين لحقوق الإنسان التدمير الثقافي على نطاق واسع باسم «جرائم الإبادة الجماعية بموجب اتفاقية الأمم المتحدة لمنع الإبادة الجماعية (1948)».

## مدى الدمار
في يوليو 2011 ذكرت وسائل الإعلام الإيرانية أن 52 مسجد على الأقل وأكثر من 500 موقع شيعي دمر في البحرين. من بينها المسجد العثماني محمد البربغي الذي يعود تاريخ بنائه إلى قبل حوالي 400 سنة والذي يقع في قرية عالي. في النويدرات حيث بدأت أولى الاحتجاجات المناهضة للحكومة في 14 فبراير لم يبق سوى رواق مسجد المؤمن. جرفت العديد من المساجد في القرية أيضا. أحد المزارات الشيعية الأكثر شهرة الذي دمر هو ضريح الزعيم الروحي الشيعي البحريني عبد الأمير الجمري الذي توفي في عام 2006 وأزيلت قبته الذهبية. تم إهانة الشيعة من خلال الكتابة على الجدران وتدنيس المساجد. تضرر أيضا مسجد صعصعة بن صوحان العبدي في قرية عسكر وهو مسجد قديم بني في عام 666 أي بعد 34 سنة من وفاة رسول الإسلام محمد.

## الدافع
قامت حكومة البحرين بهدم المساجد التي أقيمت دون ترخيص قانوني. رأى الشيعة أن عمليات الهدم الواسعة النطاق كانت انتقامية بسبب مشاركتهم في الاحتجاجات ضد الحاكم السني. أشار البعض إلى تورط القوات السعودية في درع الجزيرة الذين كانوا يحاولون فرض المذهب الوهابي الذي ينظر إلى الأضرحة بأنها غير إسلامية.

## ردود الفعل
في مايو أدان كبار رجال الدين الشيعة في البحرين بما في ذلك عيسى قاسم ما وصفوه بالتدمير الوقح للمساجد. حث قاسم في وقت لاحق الحكومة على إظهار الاحترام الكامل وإعادة بناء جميع المواقع المهدمة. واصلت الحكومة الدفاع عن أفعالها حيث ذكرت وزارة العدل والشئون الإسلامية أن هذه ليست مساجد بل مباني غير قانونية بنيت مؤخرا من دون تصاريح. قال علي سلمان زعيم جمعية الوفاق الوطني الإسلامية أن بعض المساجد كانت مبنية من 20 و30 سنة وبعضها قديمة جدا. وقال ان الحكومة لا يمكن أن تبرر هدمها وأن أي محاولة لتسليط الضوء على الإجراء بأنه إجراءات قانونية سوف لا يكون مقنعا ولا موضوعيا.
قالت وزارة الخارجية الأمريكية أنها تشعر بقلق بسبب تدمير المواقع الدينية. في خطاب سياسي عن الشرق الأوسط في 19 مايو قال الرئيس أوباما أنه لا يجب هدم مساجد الشيعة في البحرين.
قال السياسي السني فيصل فولاذ من جمعية البحرين لمراقبة حقوق الإنسان أن المساجد الكبيرة أو القديمة لم تهدم. قالت هيومن رايتس ووتش ومقرها نيويورك أن هذه هي المساجد الصغيرة والمباني بنيت هناك من دون أوراق رسمية. فجأة فإن الحكومة بدأت في الاهتمام بتراخيص المساجد أثناء انشغالها مع القضايا الأمنية المشبوهة. أشارت هيومن رايتس فيرست ان عمليات الهدم أدت إلى مظاهرات اندلعت في أجزاء أخرى من العالم العربي وأنها يمكن أن تؤدي إلى تفاقم التوترات بين السنة والشيعة في جميع أنحاء المنطقة. قال المتحدث الرسمي عن المنظمة أن هدم المساجد سيزيد من التوترات في البحرين وليس استعادة الاستقرار وأن صمت الحكومة الأمريكية على الهدم يصم الآذان. ردا على مقال نشر في صحيفة الإندبندنت في 19 أبريل 2011 أدانت منظمة المساجد والائمة ومقرها لندن الهدم.

## التطورات الأخيرة
في يناير 2012 أفيد أن الحكومة البحرينية قالت انها ستعيد بناء المساجد الشيعية التي هدمت خلال الاضطرابات بعد تناول تقرير مستقل للقضية. في ديسمبر أعاقت الشرطة سكان النويدرات الذين كانوا يحاولون إعادة بناء المساجد أنفسهم.
كشف رئيس مجلس إدارة الأوقاف الجعفرية محسن العصفور في بيان في 11 يناير 2015 أنه تم استكمال بناء 23 مسجد بنسبة 100% حتى مطلع العام الجاري وتبقى من القائمة 7 مساجد منها 4 على وشك الانتهاء من بنائها و3 قيد الدراسة واستكمال الإجراءات للشروع في إعادة بنائها خلال هذا العام وطي هذا الملف بالكامل.